# منتخب إيطاليا تحت 17 سنة لكرة القدم للسيدات
منتخب إيطاليا تحت 17 سنة للسيدات لكرة القدم (بالإيطالية: Nazionale Under-17 di calcio femminile dell'Italia)‏ هو ممثل إيطاليا الرسمي في المنافسات الدولية في كرة القدم في فئة كرة قدم تحت 17 سنة للسيدات، يديريه اتحاد إيطاليا لكرة القدم.